# لويز بيرتن
لويز بيرتن (بالفرنسية: Louise Bertin)‏ هي ملحنة وكاتِبة وشاعرة فرنسية، ولدت في 15 يناير 1805 في باريس في فرنسا، وتوفي بنفس المكان في 26 أبريل 1877.

## وصلات خارجية
- لويز بيرتن على موقع ميوزك برينز (الإنجليزية)